# Айлант
Айлант, див орех, китайски ясен (Ailanthus altissima) – листопадно дърво от сем. Симарубови. Височина му е до 25 m, короната му е кълбовидна и рехава, листата му са перести, дълги до 1 метър. Произхожда от Китай. В България е едно от най-широко разпространените екзотични дървета. Бързо нараства. На много места е подивяло. Най-добре расте на плодородни почви, не е взискателно към влагата. Размножава се и с издънки. Декоративно, използва се за укрепване на почвата и залесяване. Дървесината му е светложълтеникава със светлочервеникаво ядро и с добри технически качества. Използва се в строителството и за производство на хартия. В листата има до 12 % дъбилни вещества, поради което намира голямо приложение в кожарството.

## Описание
Обикновеният айлант е дърво с височина до 30 m и диаметър на ствола 80 cm. Короната е широка, с дебели, рядко разположени клони. Кората е гладка, сиво-кафява или жълтеникаво-сива, а при по-старите дървета е слабо надлъжно напукана. Младите клонки са дебели, жълтеникави до червеникави, покрити с лещанки и слабо овласени. Пъпките са полусферични, кафяви, дребни и покрити с власинки. Листата са сложни, текоперести (нечифтоперести) или чифтоперести, и много едри. Те достигат до 100 cm дължина и са съставени от 11 – 25 (41) листчета. Листните петури са удълженояйцевидни, целокрайни и в основата си имат от 1 до 3 жлезисти зъбчета. Цветовете са дребни, зеленикаво-жълти, събрани в едри, изправени метловидни съцветия. Те са еднополови или двуполови и цъфтят през юни. Плодът е орехче с едно крилце. Крилатката е елипсовидна, ципеста, бледожълта и леко усукана. Тя достига дължина 3 – 4 cm, а семето е разположено в средата. Семената узряват през октомври, но плодовете презимуват на дървото. Обикновеният айлант е един от най-бързо растящите дървесни видове в умерените географски дължини. В млада възраст годишният прираст по височина може да достигне до 3 m. Той е недълговечен вид и пределната му възраст е около 50 години. Много характерна биологична особеност е формирането на голямо количество коренови издънки. Плодоношението настъпва още към петата година и е обилно и ежегодно. Кореновата система е смесена и добре развита както в хоризонтално, така и във вертикално направление. Размножава се както със семена, така и по вегетативен начин. От екологичните фактори светлината е от голямо значение за този вид, който е един от най-светлолюбивите. Най-добър растеж показва на дълбоки и плодородни почви, но се среща и на по-бедни терени. Не понася високо съдържание на варовик в почвата. Невзискателен е към атмосферната влажности може да се използва за залесяване в сухите области.
- Външни белези
- Кора
- Листа
- Цветове – скица
- Плодове

## Таксономия
Първите научни описания на дървото са направени малко след като видът е внесен в Европа, през 40-те години на 18век, от французина Pierre Nicolas d'Incarville. Той изпраща семена на своя приятел, ботаник Bernard de Jussieu. Семената изпратени от d'Incarville са сметнати погрешно, че принадлежат на китайския ясен (Toxicodendron vernicifluum), който е сходен с айланта и голямо икономическо значение. Тази грешна представа се е създала, тъй като d'Incarville в писмото си към Bernard de Jussieu, заключава, че семената са от (Toxicodendron vernicifluum), върху който има наблюдения от престоя си в долините по долното поречие на Яндзъ. Тази грешка причинява доста противоречия при бъдещата таксономична класификация на вида. През 1751 г. Bernard de Jussieu посажда няколко от семената във Франция и изпраща няколко на Philip Miller, завеждащ ботаническата градина Chelsea Physic Garden в Лондон, и до Philip C. Webb, собственик на екзотична градина в Бъсбридж, Англия.
Противоречията относно името започват, когато и тримата мъже дават три различни имена на дървото. В Париж, Карл Линей дава на растението, известно дотогава като grand vernis du Japon, името Rhus succedanea. В Лондон екземплярите биват наречени Toxicodendron altissima от Philip Miller, докато в Бъсбридж, Philip C. Webb ги нарекъл Rhus Sinese foliis alatis. Вместо проблемът да бъде разрешен и да се стигне до консенсус, се появяват нови имена на дървото. Якоб Фридрих Ерхарт го нарича Rhus cacodendron след като наблюдава екземпляр в Утрехт през 1782 г.
През 1788 г. René Louiche Desfontaines хвърля светлина върху казуса. Той наблюдава плодовете на екземплярите в Париж и достига до заключението, че дървото не спада към рода Шмак (Rhus). Френският ботаник публикува статия с илюстровано описание на дървото и го нарича Ailanthus glandulosa, като го поставя в същия род като Ailanthus triphysa, тогава известен като Ailanthus integrifolia. Името произлиза от думата ailanto значеща райско дърво или дърво простиращо се до небесата. Спецификата glandulosa, отнасяща се до характерните жлези по листата е променена едва през 1957 г. Сегашното име на вида е дадено от ботаника Walter Tennyson Swingle. Той решава да върне старото видове име на Philip Miller – altissima(от лат. най-висок, отнася се до височината, която видът може да достигне). Така се възприема името Ailanthus altissima.
Съществуват три подвида:
- A. altissima var. altissima, основния и най-често срещан тип, местен за Китай.
- A. altissima var. tanakai, ендемит, растящ по височините на северен Тайван. Присъства в Червения списък на световнозастрашените видове, поради свиването на естественото местообитание на растението, причинено от антропологична дейност.
- A. altissima var. sutchuenensis, което се различава по червеникавите си клонки.

## Местообитание и разпространение
Естествено видът се среща в повечето провинции на Китай, а подвидове има в северната част на полуостров Корея и остров Тайван. Дървото предпочита влажни и глинести почви, но е лесно приспособимо към широк диапазон от почвени характеристики – различен механичен състав, ниво на pH, съдържание на химични елементи и т.н. Доказано е само, че при преовлажненост и плътна сянка не се развива добре. В родината си Китай то е характерно за богати на варовик участъци – т.е. карстови ландшафти. По отношение на климата границите също са относително понятие. В Щатите се среща от пустинните зони на Великите равнини и влажните места по Южните Апалачи, до мразовитите места в Скалистите планини.
В исторически план първите опити за интродуциране на айланта извън естествената му среда са насочени към Корея и Япония. Има мнение, че дървото се среща естествено по тези земи, но съвременните учени са обединяват около виждането, че това е пример за пренасяне на видове от ранни исторически времена. Смята се също, че и различни територии на Китай са били обект на интродуциране. От 1784 г. видът е разпространен във Филаделфия и скоро става част от типичната гледка по улиците на градовете по Източното крайбрежие на Щатите, а дори и в Европа. С еврорегламент 1143/2014 се изисква борба срещу разпространението на този вид в Европа и в България. Дървото е пренесено отделно и в Калифорния около 1890 г. от китайци участници в Калифорнийската златна треска. Навсякъде, където видът е поставен като декоративен, той излиза извън желаните места за разпространение и скоро става ясна сериозността на биологичната му агресивност, поради което е считан за инвазивен вид.

## Екология
Айлантът е опортюнистично растение, което вирее почти навсякъде, бързо колонизира дори територии с нарушения на природната среда. Разпространява се чрез семена и по вегетативен начин. Бързо израства ако бъде отсечено. Дървото е светлолюбиво и трудно се развива на сенчести места. Въпреки това айлантът успешно се конкурира с други дървесни видове дори и при наличието на едва от 2 до 15 % (пролуки в дървесния навес) от слънчевата светлина. Дървото се характеризира с бърз, но кратък годишен растеж, за разлика от повечето дървесни видове, които растат бавно, но продължително. Айлантът рядко достига повече от 50-годишна възраст, във всички среди, в които се развива. За сметка на това обаче, растението е едно от най-издръжливите на замърсявания, включително на серен диоксид, циментов прах и сажди, както и на нарушения в озоновия слой. Наблюдавани са и високи концентрации на живак в кореновата му система.
Айлантът успешно се използва при рекултивиране на районни с нарушения на киселинността на почвите. Успешно понася почви с водороден показател (ph) 4.1, ниски нива на фосфор и високи нива на соленост. Поради добрата способност на дървото да съхранява вода в кореновата си система, то се справя и със суша. Често се среща в райони, в които малко дървета могат да оцелеят. Кореновата система на дървото не рядко причинява щети на канализационните системи.
Айлантът отделя алелопатични вещества – химически активни вещества, които възпрепятстват развитието на конкурентни видове. Тези инхибитори са в най-голямо количество в кората и корените, но се срещат и в листата, дървесината и семената на дървото. Изследва се възможността алеопатичните вещества да се използват като хербициди.

## Употреба
Айлантът намира употреба в много и различни сфери от живота. Освен че се използва като декоративно растение, то намира и приложение в медицината. Използва се и като храна за копринените пеперуди на Samia cynthia.